# Ragenfrid
Ragenfrid (vagy Ragenfred, Raganfrid, Ragamfred; †731) a Frank Birodalomban Neustria és Burgundia majordomusa volt 715-től 718-ig, amikor Martell Károly az egész királyságot meghódította. Ő volt az utolsó majordomus, aki nem a Karoling-házból származott. 

## Élete

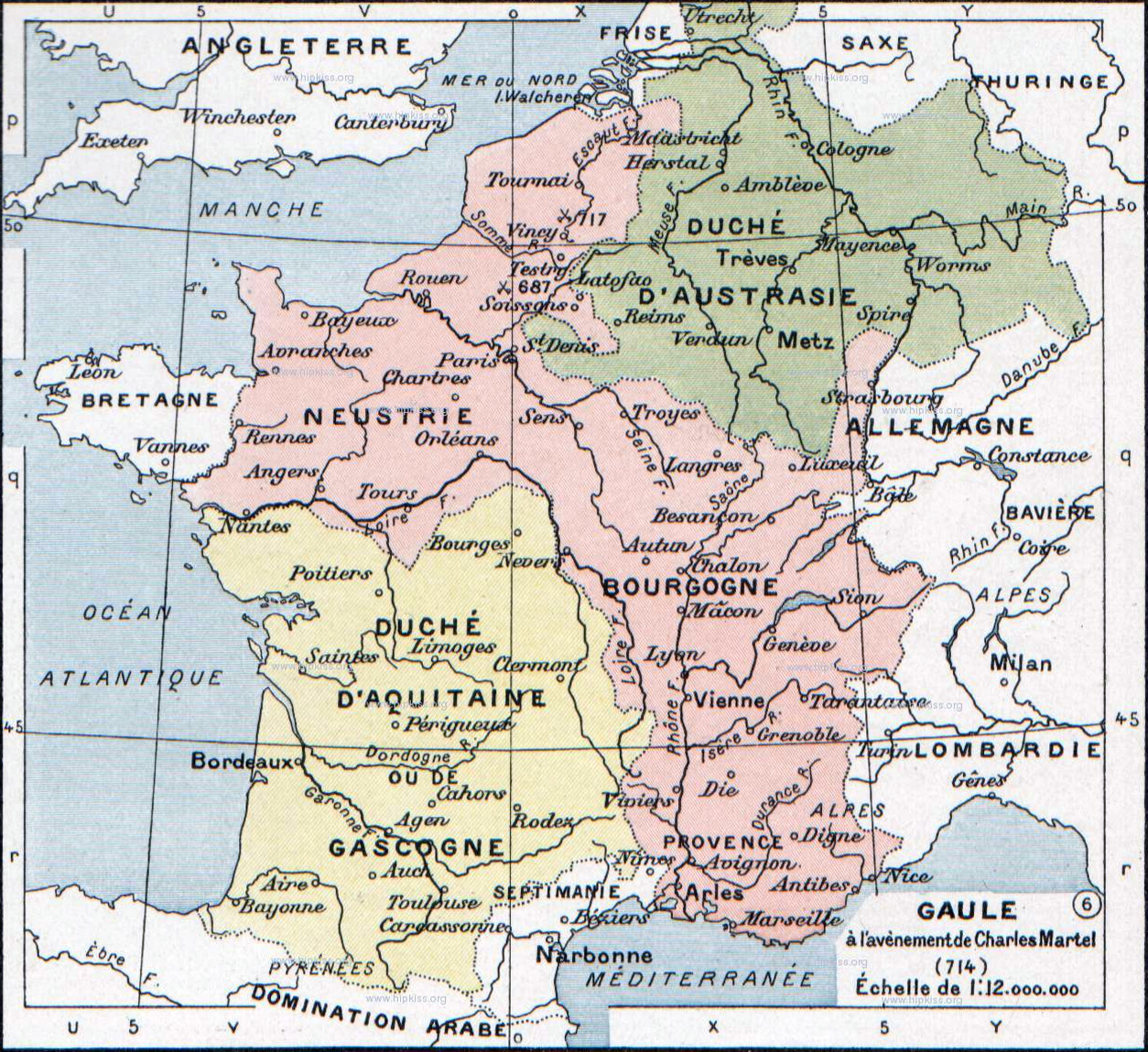
A Frank Birodalom Herstali Pippin halálát követően

Ragenfrid eredeti hatalmi központja az észak-franciaországi Vexinben volt. Herstali Pippin majordomus halála után annak unokájával és hivatalos örökösével, a kiskorú Theudoalddal szemben a neustriai nemesség őt jelölte a majordomusi tisztségre. Az austrasiai Theudoald és a nagyanyja, Plectrudis (aki a régens volt ekkor unokája mellett) nem fogadták el megválasztását és felek között kitört a belháború. 715. szeptember 26-án a compiègne-i csatában Ragenfrid legyőzte az austrasiai sereget, Theudoald pedig visszamenekült nagyanyjához Kölnbe. A zűrzavart fokozta, hogy a 15 éves király, III. Dagobert (aki csak névleg volt uralkodó, a tényleges hatalom a majordomusok kezében volt) megbetegedett és meghalt. Ragenfrid a Meroving-dinasztiához tartozó 43 éves II. Chilpericet ültette a trónra, aki II. Childeric fia volt, de gyerekkora óta kolostorban élt.   
716-ban Ragenfrid és II. Chilperic benyomult Austrasiába és elérte riválisuk székhelyét, Kölnt. Ragenfrid a szintén Austrasiát fosztogató frízek segítségével legyőzte a várost védő Martell Károlyt (Herstali Pippin törvénytelen fiát, Theudoald nagybátyját), aki az Eifel-hegységbe menekült. Ezután ostrom alá vették Kölnt, ahol Plectrudis hamarosan kapitulált, átadta a kincstárat és Theudoald nevében lemondott a majordomusi tisztségre vonatkozó követeléseiről.
A neustriaiak ezután hazaindultak, de útközben Martell Károly, aki időközben ismét összegyűjtötte csapatait, 716 áprilisában rájuk támadt és az amblève-i csatában legyőzte őket, megszerezve az austrasiai kincstárat. A felek azután hazatértek és az év hátralevő részében a következő összecsapásra készültek.
717. március 21-án a vincyi csatában Károly ismét legyőzte Ragenfridet és a királyt, akik Párizsba menekültek. Károly követte őket, de nem érezte magát elég erősnek a város megostromlásához, ezért visszatért Kölnbe, amelyet elvett Plectrudistól. A volt régenst pedig kolostorba záratta, Theudoaldot pedig maga mellé vette az udvarába, ahol békében élhetett. 
718-ban Ragenfrid és Chilperic szövetséget kötött Aquitánia magát függetlennek nyilvánító hercegével, Odóval (egyes feltételezések szerint királyi címet ígértek neki győzelem esetére). A soissonsi csatában azonban vereséget szenvedtek Károlytól; Chilperic és Odo délre menekült, míg Ragenfrid Angersbe húzódott vissza maradék seregével. Károly elfoglalta Párizst, Odo pedig kiadta neki Chilpericet, akit Károly végül maga is elismert királynak (miután saját jelöltje, IV. Chlothar meghalt). Az elszigetelődött Ragenfrid megadta magát és lemondott majordomusi címéről cserébe megtarthatta Anjou-beli birtokait. 
724-ben a neustriai nemesek Ragenfrid vezetésével fellázadtak Martell Károly ellen, aki beszorította őt Angers-be. Ragenfrid azonban igen jól védte a várost és Károly végül kiegyezett vele: megtarthatta a grófságát, de fia túszként Károly udvarában nevelkedett. 
Ragenfrid 731-ben halt meg. 

## Fordítás
Ez a szócikk részben vagy egészben  a   Ragenfrid című angol Wikipédia-szócikk ezen változatának fordításán alapul.  Az eredeti cikk szerkesztőit annak laptörténete sorolja fel. Ez a jelzés csupán a megfogalmazás eredetét és a szerzői jogokat jelzi, nem szolgál a cikkben szereplő információk forrásmegjelöléseként.